# Операция «Мужество и меч»
Операция «Мужество и меч» (ивр. מבצע עוז וחרב‎) — военная операция Армии обороны Израиля в секторе Газа во время Войны железных мечей, которая началась утром 18 марта 2025 года после нарушения ХАМАСом соглашения о прекращении огня между Израилем и ХАМАСом. Операция была начата Армией обороны Израиля неожиданно, с первого удара, в результате которого погибли высокопоставленные командиры ХАМАС и правительственные чиновники ХАМАС в секторе Газа . По данным Министерства здравоохранения Газы, контролируемого ХАМАСом, в результате первой атаки в секторе Газа погибло более 430 палестинцев, включая высокопоставленных должностных лиц ХАМАС и «Исламского джихада».
Продолжение операции включало наземные манёвры в нескольких местах, центральными из которых были битва за Рафах и создание оси Мораг, а также продолжающиеся авиаудары. По словам начальника штаба Эяля Замира, операция «Мужество и меч» была первым этапом плана по разгрому ХАМАС и подготовкой ко второму и центральному этапу — операции «Колесницы Гидеона».

## Предыстория
7 октября 2023 года террористическая организация ХАМАС совместно с другими террористическими организациями в секторе Газа совершила масштабную бойню на территории Израиля, а также похитила 251 жителей Израиля в сектор Газа в качестве заложников. После этого Израиль начал войну «железных мечей», которая включала наземные манёвры в секторе Газа. После более чем года боевых действий Израиль и ХАМАС достигли соглашения о прекращении огня, предусматривающего освобождение заложников в обмен на освобождение палестинских заключённых, совершивших преступления против безопасности, и оказание расширенной гуманитарной помощи сектору Газа.
Соглашение предусматривало, что на первом этапе прекращение огня вступит в силу на срок в шесть недель, в течение которых 33 израильских заложника будут освобождены в обмен на примерно 1900 палестинских заключённых. Дополнительно Армия обороны Израиля выведет войска из населённых пунктов и оси Нецарим, а также будет разрешён ввоз гуманитарной помощи. По соглашению, на этом этапе израильская сторона должна постепенно сокращать свои силы в районе Филадельфийской оси и вывести их оттуда по его завершении.
На 16-й день первой фазы соглашения о заложниках должны были начаться переговоры по второй фазе, в ходе которых должно было быть достигнуто соглашение о постоянном прекращении огня, оставшиеся в живых израильские заложники должны были быть освобождены в обмен на дополнительных палестинских заключённых, а Израиль полностью вывел бы свои войска из сектора Газа.
По завершении первого этапа Израиль заявил, что не выйдет из Филадельфийской оси. Второй этап предполагалось завершить в течение 42 дней, однако его реализация не была осуществлена из-за отсутствия согласия сторон.

## Операция

### Первый удар
Операция началась 18 марта 2025 года в 2:20 ночи с бомбардировки десятков террористических объектов по всему сектору Газа с воздуха и моря израильскими ВВС и ВМС.
По данным министерства здравоохранения сектора Газа, в ходе атаки погибли более 430 палестинцев, сотни получили ранения. Некоторые были убиты, находясь рядом с членами террористических организаций ХАМАС и «Исламский джихад», которые и стали объектами нападений. Также были повреждены палаточные лагеря для перемещённых лиц. Палестинцы также сообщили о смерти 25 человек, укрывшихся в школе «А-Табин» в городе Газа.
В ходе операции Армия обороны Израиля атаковала не только военное командование ХАМАС, но и гражданское руководство организации ХАМАС. Среди погибших в результате первого удара были несколько высокопоставленных деятелей ХАМАС, в том числе:
- Иссам а-Даалис, член политического бюро ХАМАС, считается премьер-министром ХАМАС в Газе.
- Махмуд Абу Ватфа, генеральный директор Министерства внутренних дел ХАМАС.
- Мухаммад Абу Убайда аль-Джамаси, член политбюро ХАМАСа в секторе Газа.
- Бахджат Абу Султан, возглавляющий аппарат внутренней безопасности ХАМАС.
- Ахмед аль-Хатта, возглавлявший Министерство юстиции в секторе Газа.
- Ясир Харб, член политбюро ХАМАС[13][14][15][16].
- В результате удара также был ликвидирован представитель военного крыла «Исламского джихада» Абу Хамза[17][18][19].

В ходе первого удара, скорее всего, были убиты 8 высокопоставленных должностных лиц ХАМАС, а также многие военные командиры среднего звена военного крыла ХАМАСа, сотрудники механизмов внутренней и общей безопасности ХАМАСа, а также механизмов наращивания военной мощи.
Во время атак Израиль закрыл контрольно-пропускной пункт Рафах на неопределённый срок. Жители Бейт-Хануна и Нусейрата эвакуировались из своих домов.

### Возобновление наземных манёвров
19 марта танки ЦАХАЛа вошли в район оси Нецарим, заблокировав дорогу Салах-ад-Дин. Эти силы объединились с силами, которые оставались на оси Филадельфии и в остальной части буферной зоны во время прекращения огня. Примерно через месяц после начала операции Израиль контролировал около 30 % территории сектора Газа, которая служила зоной безопасности.
Север сектора Газа: 20 марта дополнительные силы Армии обороны Израиля вошли в район Бейт-Лахии по прибрежному маршруту. 22 марта Армия обороны Израиля также начала операцию в городе Бейт-Ханун на севере сектора Газа. Аналогичным образом после манёвра в Ливане силы 36-й дивизии вернулись в Южное командование и готовились к боевым действиям на своём участке.
19 апреля 2025 года впервые с момента возобновления наземных менёвров на севере Газы погиб боец Армии обороны Израиля, ещё 5 бойцов получили ранения. Инцидент начался ранним днём, когда террористы выпустили ракету из РПГ по небронированному военному автомобилю, двигавшемуся по административной дороге в Бейт-Хануне . В результате обстрела из РПГ трое бойцов боевой разведки получили тяжёлые ранения. Террористы выбрались из туннеля, который в течение той же недели уже обрабатывался силами Армии обороны Израиля. Вскоре после обстрела из РПГ на место происшествия прибыла спасательная группа под командованием командира бригады Гефена. Примерно через полчаса после первого выстрела РПГ мощный заряд сработал на машине разведчиков Северной бригады. В результате взрыва заряда погиб разведчик-старшина Галиб Сулейман аль-Нассара, а двое других получили серьёзные ранения.
Битва за Рафах : 20 марта силы в Рафахе начали боевые действия в лагере беженцев Шабура.23 марта силы ЦАХАЛа окружили лагерь Тель-а-Султан в Рафахе и эвакуировали население из района к северу.
Ось Мораг : 2 апреля министр обороны Исраэль Кац заявил, что наземная операция была расширена за счёт дополнительной эвакуации населения Газы из зон боевых действий. Армия обороны Израиля расширила свою деятельность в Рафахе. Силы 14-й бригадной боевой группы под командованием дивизии «Газа» завершили окружение квартала Тель-а-Султан в Рафахе. Аналогичным образом силы 36-й дивизии начали маневрировать к югу от Хан-Юниса. В полдень премьер-министр заявил, что целью этой операции является создание нового маршрута, который отрежет сектор Газа, «маршрута Мораг», названного в честь поселения Мораг в Гуш-Катифе. Целью операции было окружение и уничтожение бригады ХАМАС «Рафах», а также проникновение в места, где ранее эти силы не присутствовали. На севере сектора Газа силы ЦАХАЛа были дислоцированы в Джебалии, Бейт-Хануне и Зейтуне . На юге Армия обороны Израиля окружила Хан-Юнис и отделила его от Рафаха с помощью оси Мораг — оси, которая тянулась от заграждения до моря.
Саджаия : В апреле 2025 года 16-я бригада вернулась в коридор Нецарим под командованием 252-й дивизии. Во время своего пребывания в этом районе бригада вступила в бой с батальоном «Саджаия» ХАМАСа. В ходе операции погибли три командира батальона, назначенные после смерти своего предшественника. 16 апреля начальник штаба Эяль Замир посетил силы бригады и выразил признательность за их готовность к службе в резерве.
Дарадж — Туфах : 4 апреля бригада 401 вернулась в сектор Газа и начала действовать на севере сектора. 12 апреля, в первый день Песаха, бригада начала операцию в районах Дарадж и Туфах в городе Газа.

### Продолжение авиаударов
Атаки ВВС продолжились и в ночь на 20 марта, и, по сообщениям палестинцев, погиб 71 палестинец. Министерство здравоохранения ХАМАСа в секторе Газа сообщило, что число погибших превысило 700 человек.
20 марта из сектора Газа в сторону центра Израиля было выпущено три ракеты, что привело к задержкам посадки самолётов в аэропорту Бен-Гурион.
24 марта Армия обороны Израиля атаковала более сотни автомобилей Toyota Hilux — модели, используемой ХАМАС для террористической деятельности, включая бойню 7 октября, и являющейся символом этой террористической организации.
3 апреля Министерство здравоохранения сектора Газа сообщило о более чем 100 погибших, включая 27 палестинцев, погибших в результате нападения на школьный комплекс в городе Газа. Армия обороны Израиля и Общая служба безопаснисти сообщили о ликвидации террористов.